# Финта, Ласло
Ласло Финта (венг. Finta László, 3 января 1934, Помаз, Королевство Венгрия — 1 июля 2018, там же, Венгрия) — венгерский дизайнер-конструктор, ведущий разработчик автобусов Ikarus (1967—2002). Получил известность как разработчик Ikarus 200-й серии.

## Биография
Родился 3 января 1934 года в селе Помаз, в 4 км к северу от Будапешта. Его отец, Йожеф Финта, был мастером по обработке дерева. Окончил техническую школу Народного театра по специальности инженера в 1954 году с отличными результатами. Из-за хорошего финансового положения семьи его заявление о приёме в университет было отклонено. В том же году был призван на военную службу, где получил должность инженера по испытанию и обслуживанию боеприпасов в артиллерийской части под Кечкеметом. За время службы Ласло познакомился с графопластическим способом конструирования автомобильных кузовов, в основном самостоятельно обучался по учебнику Юрия Долматовского «Проектирование и монтаж автомобильных кузовов», который повлиял на его более поздние дизайнерские работы.
После окончания военной службы в 1956 году Ласло подал заявление о приёме на автобусный завод Ikarus, которому главный инженер Антал Хирманн дал  положительную характеристику:

Рекомендую зачислить его в штат! Это придаст надежду, поскольку он может и желает, стать первоклассным конструктором своего дела.
Оригинальный текст (венг.)Felvételét javaslom! Képessége és kedve szerint reményt nyújt arra, hogy elsőrendű karosszéria szerkesztő lesz.

### Работа в Ikarus
Первой работой Ласло стало проектирование автобуса Ikarus 60, дизайн которого в большей степени был придуман самостоятельно. Экспериментальный отдел по достоинству оценил первый проект Ласло и получил одобрение в конструкторском бюро. На его основе позднее были разработаны модели Ikarus 620 и Ikarus 630, в городском и междугороднем исполнениях соответственно.
Второй работой Ласло стал туристический автобус среднего класса Ikarus 303, разработанный в соавторстве с Кароли Оцетцки и Палом Мишельбергером. Среди остальных он выделялся своим уникальным футуристическим дизайном и улучшенными узлами подвески и рулевого механизма с гидроусилителем. В серийное производство данная модель не пошла из-за высокой себестоимости. Тогда в 1957 году Ласло внёс изменения в конструкцию серийных моделей междугороднего Ikarus 55 и городского Ikarus 66, разработанных в 1951 году под руководством главного инженера завода Бела Зерковица. Рестайлинговые версии Ikarus 55 и Ikarus 66 содержали ряд конструктивных изменений в плане остекления бортов кузова и акценты на большие панорамные окна. Однако это вновь увеличило себестоимость модели, и в производство пошла лишь улучшенная по версии Ласло модель Ikarus 55, в таком исполнении она выпускалась до 1962 года.
В 1958 году Ласло приступил к созданию первого в Венгрии серийного сочленённого автобуса Ikarus 180, именовавшегося на ранних стадиях проектирования как K-180. Опыт эксплуатации в Будапеште автобусов и троллейбусов с отдельными прицепами был признан не слишком удачным ввиду их ограниченного маневрирования на дороге, но позволял повысить пассажировместимость единицы ТС на загруженных маршрутах. Кроме того, экономика Венгрии испытала значительные потрясения после событий 1956 года, от которых завод Ikarus не мог оправиться в течение последующих 12 лет. Тогда руководство конструкторского бюро дало наставления Ласло сделать внимание не на качество, а на простоту моделей, а также классифицировать определённые модификации автобусов по функциональным категориям, а не по категориям размеров, принятых в то время. С этого момента Ласло оказался на пути к становлению ведущего дизайнера Ikarus. Параллельно с Ikarus 180 им был разработан и одиночный вариант автобуса, унифицированный с первым — Ikarus 556. Помимо изменений в габаритах кузова, произошёл отказ и от заднемоторной компоновки, двигатель в Ikarus 180 и Ikarus 556 переместился в середину автобуса и размещался под полом пассажирского салона.
Настоящим прорывом в карьере Ласло стал май 1967 года, когда в Будапеште был представлен междугородний автобус повышенной комфортности Ikarus 250, первый представитель 200-й серии. Важнейшим нововведением Ласло считал более угловатый кузов, позволивший увеличить пассажирский салон. Этот автобус завоевал множество престижных международных наград, а также принимал участие на нескольких международных выставках.
Хотя все модели 200-й серии были прямо или косвенно основаны на Ikarus 250, наиболее отличительной работой Ласло стал междугородний автобус Ikarus 270. Он выделялся ступенчатой формой кузова и позволил опустить пол таким образом, чтобы пассажиры могли оказаться ниже зоны поражения в наиболее вероятных местах повреждения боковин кузова при авариях. Ikarus 270 заложил основу для производства более позднего семейства автобусов 300-й серии с его революционным техническими решениями, некоторые из которых также легли в основу разработки городских и пригородных автобусов 400-й серии. В свою очередь автобусы Ikarus 400-й серии послужили ориентиром для проектирования советским институтом ВКЭИА автобусов ЛиАЗ. Разработка моделей 400-й серии стала последней не только в карьере Ласло, но и в истории существования предприятия в Секешфехерваре до своего банкротства в 2003 году.

## Последние годы жизни
Помимо работы в Ikarus Ласло Финта долгое время был преподавателем Будапештского технологического университета, где пользовался большой популярностью благодаря своим иллюстрациям и проекционным выступлениям.
В 1978 году Ласло Финта стал лауреатом премии Михая Мункачи за достижения в области дизайна. Премия Йедлика Аньоша 2001 года.

## Смерть и похороны
Скончался 1 июля 2018 на 85 году жизни в своём родном городе. Прощание с дизайнером-конструктором состоялось 12 июля 2018 года на реформатском кладбище Помаза; похоронен там же.